# Cerò di Sotto
Cerò di Sotto, già Cerou di Sotto (in sloveno Dolnje Cerovo, già Cerovo Dolenje, in tedesco Unter Cerou, desueto; in friulano Cerò Disot) è un paese della Slovenia, nel comune di Còllio.
La località è situata a 6,3 km a sudest del capoluogo comunale e 1,8 km dall'Italia con cui confina direttamente.
La chiesa parrocchiale è dedicata a san Lorenzo.

## Storia
Dopo la caduta dell'Impero romano, e la parentesi del Regno ostrogoto, a seguito della Guerra gotica (553) promossa dall'imperatore Giustiniano I il Còllio entrò a far parte dei domini bizantini.

Dopo la calata, nel 568, attraverso la Valle del Vipacco nell'Italia settentrionale dei Longobardi, seguiti poi da popolazioni slave, entrò a far parte del Ducato del Friuli.
In seguito alla caduta del regno longobardo e alla sua inclusione nei domini di Carlo Magno, nel 781 entrò nel Regnum Italiae affidato da Carlo al figlio Pipino; nell'803 venne istituita la Marchia Austriae et Italiae che comprendeva il Friuli, la Carinzia, la Carniola e l'Istria. Alla morte di Pipino nell'810, il territorio passò in mano al figlio Bernardo.

Con la morte di Carlo Magno nell'814, la carica imperiale passò a Ludovico I che affidò il Regno d'Italia al suo primogenito Lotario, il quale già nell'828 (dopo aver deposto Baldrico per non aver saputo difendere le frontiere orientali dagli Slavi) divise la parte orientale del Regno, ossia la Marca Orientale (o del Friuli), in quattro contee: Verona, Friuli, Carniola e Istria (comprendente il Carso e parte della Carniola interna).

In seguito al Trattato di Verdun, nell'843, le contee di Istria e Friuli (conglobate nella “Marca d'Aquileia”) entrarono a far parte del Regnum Italicum poi, nel 951, della Marca di Verona e Aquileia; dopo un'iniziale sottomissione al Ducato di Baviera dal 952, nel 976 passò al Ducato di Carinzia appena costituito dall'imperatore Ottone II.
Nel 1077 il Còllio passò al Principato ecclesiastico di Aquileia.

Tutto il Collio restò in mani patriarcali fino al 1330 quando la sua parte orientale venne annessa dalla Contea di Gorizia, mentre la sua parte più occidentale rimase ai Patriarchi e passando a sua volta, dopo il 1420, sotto l'autorità della Repubblica di Venezia.
Nel 1500 gli Asburgo s'impossessano della Contea di Gorizia, divenuta poi Contea di Gorizia e Gradisca, e quindi di territori fortemente ambiti dalla Serenissima la quale mirava ad espandersi ad est dell'Isonzo; l'assetto territoriale tra le due potenze, stabilito dal Trattato di Noyon (a causa del quale la Serenissima perse l'alta valle del fiume Isonzo) e sancito da quello di Worms (1521), diede luogo a una linea di confine tortuosa ed incerta, con enclavi arciducali in territorio veneziano e viceversa; anche la pace firmata a Madrid dopo la sanguinosa Guerra di Gradisca ristabilì con meticolosa precisione il confine preesistente; in particolare Cerò di Sotto si trovava a pochi Km ad est dal confine con i territori veneziani.
Con la Convenzione di Fontainebleau del 1807, passò, per un breve periodo fino al 1814, assieme a tutti i territori sulla sponda destra del fiume Isonzo, nel Regno d’Italia napoleonico sotto il Dipartimento di Passariano, assieme a Cerò di Sopra, come frazione di San Floriano del Collio.
Col Congresso di Vienna nel 1815 rientrò, sempre assieme a Cerò di Sopra, a far parte dei domini asburgici nel Regno d'Illiria all'interno del comune catastale di Cerou; passò in seguito sotto il profilo amministrativo al Litorale austriaco nel 1849 come frazione del comune di San Floriano del Collio.
Dopo la prima guerra mondiale fu annesso al Regno d’Italia e venne congiunto alla provincia di Gorizia. In seguito all'abolizione della stessa nel 1923, passò alla provincia del Friuli sempre come frazione del comune di San Floriano del Collio. Nel 1927 passò insieme al resto del comune alla ricostituita provincia di Gorizia e venne assorbito dal comune di San Martino-Quisca. In questo periodo il nome della frazione venne modificato in Cerò di Sotto.
Fu soggetto alla Zona d'operazioni del Litorale adriatico (OZAK) tra il Settembre 1943 e l'aprile 1945 e tra il giugno 1945 e il 1947, trovandosi a ovest della Linea Morgan, fece parte della Zona A della Venezia Giulia sotto il controllo Britannico-Americano del Governo Militare Alleato (AMG); passò poi alla Jugoslavia e quindi alla Slovenia. 
La località di Giasbana, storicamente parte del comune catastale di Cerou di Sotto, è invece rimasta sul lato italiano del confine tracciato col Trattato di Parigi. Attualmente fa parte del comune di San Floriano del Collio.

## Corsi d'acqua
torrente Versa (Birša); torrente Barbucina (Čubnica).